# 中川和雄
中川 和雄（なかがわ かずお、1926年11月1日 - 2024年7月29日）は、京都府出身の元官僚、政治家。位階は正四位、勲章は勲二等瑞宝章。元大阪府知事（1期）。関西棋院名誉理事長。

## 略歴
- 1926年11月1日 　京都府京都市にて出生。
- 1950年　旧制四高を経て東京大学法学部卒業。厚生省入省。
- 1957年　大阪府へ出向。
- 1983年　岸昌大阪府知事の下、副知事に就任（1991年まで）。
- 1991年　大阪府知事選挙に立候補し、初当選（民選第12代）。
- 1994年9月4日 関西国際空港開港。
- 1994年　後援会事務局長が、政治資金収支報告書への虚偽記載の疑いで政治資金規正法違反の罪に問われ逮捕される。
- 1995年1月17日 阪神・淡路大震災発生。
- 1995年4月22日 退任。
- 1996年11月18日 上海市白玉蘭栄誉奨章を受章。
- 1999年11月3日 勲二等瑞宝章を受章[1]。
- 2003年5月26日 ベトナム友誼勲章を受章。
- 2008年2月11日 韓国修交勲章崇礼章を受章。
- 2024年7月29日 老衰のため死去した[2]。97歳没。死没日付を持って正四位に叙された[3]。

## 人物
- 官僚時代、大阪府庁では生活環境部長や企業局長や出納長を歴任し、岸昌の下で8年間、副知事を務めた。
- 府知事在任中は関西国際空港の開港に向けて尽力した。
- 1995年の府知事選不出馬に際し、府議会与党が擁立した科学技術庁の事務次官であった平野拓也を後継指名したが、平野は横山ノックに敗れ落選した。
- 日本国憲法の民選下の大阪府知事では唯一、1期のみ在任し期間が最も短い知事だったが、2008年に大阪府知事に就任した橋下徹が任期半ばの2011年に大阪市長選挙に出馬し辞職、唯一でなくなった。中川は任期満了まで知事在職し退任したが、橋下は任期を3ヶ月余り残して退任したことで、在任期間が最も短い大阪府知事でもなくなった。
- 知事在任中より日本視覚障害者囲碁普及会の会長を務めている。2010年10月から関西棋院理事長を務め、2017年6月30日をもって退任し名誉理事長に就任する。
- 平成9年より大阪府バレーボール協会の会長、並びに、日本クラブバレーボール連盟の会長を務めている。
- 他にも、大阪府下で活動している多くの団体役員を務めた。
- 自民党の元・参議院幹事長の谷川秀善は、中川の下で大阪府副知事を務めた。

## 栄典
- 上海市白玉蘭栄誉奨章（1996年）
- 勲二等瑞宝章（1999年）
- ベトナム友誼勲章（2003年）
- 韓国修交勲章崇礼章（2008年）
- 正四位（2024年）